# کایائو

کایائو شهری در شهرستان کایائو در استان بازگا در بورکینافاسوی مرکزی است و جمعیت آن ۲۰۱۸ نفر است.